# Лояконо Поеро, Микеле
Микеле Лояконо Поеро (итал. Michele Lojacono Pojero или итал. Michele Lojacono, 1853 — 1919) — итальянский ботаник.

## Биография
Микеле Лояконо Поеро родился в 1853 году.
Он посвятил большую часть своей деятельности изучению сицилийской флоры. Ему принадлежит открытие Пихты сицилийской — редкого эндемичного вида острова Сицилия.
Микеле Лояконо Поеро умер в 1919 году.

## Научная деятельность
Микеле Лояконо Поеро специализировался на папоротниковидных, Мохообразных и на семенных растениях.

## Некоторые научные работы
- Le Isole Eolie e la loro vegetazione: con enumerazione delle piante spontanee vascolari. Palermo, Stamperia G. Lorsnaider, 1878.
- Flora sicula, o descrizione delle piante vascolari spontanee o indigenate in Sicilia. Palermo, Tip. Boccone Del Povero, 1909.

## Почести
Род растений Lojaconoa Bobrov был назван в его честь.
В его честь были также названы следующие виды растений:
- Allium lojaconoi Brullo, Lanfr. & Pavone[7]
- Filago lojaconoi (Brullo) Greuter[8]
- Logfia lojaconoi (Brullo) C.Brullo & Brullo[9]
- Oglifa lojaconoi Brullo[10]
- Gagea lojaconoi Peruzzi[11]
- Ophrys lojaconoi P.Delforge[12]
- Limonium lojaconoi Brullo[13]
- Rhamnus lojaconoi Raimondo[14].